# Mortal Kombat Mobile
Mortal Kombat Mobile (anciennement Mortal Kombat X: Mobile) est un jeu vidéo de combat en 2D free-to-play développé par NetherRealm Studios et publié par Warner Bros. Games pour les smartphones iOS et Android le 8 avril et le 4 mai 2015, respectivement,,,. 

## Système de jeu
Mortal Kombat Mobile propose un mode solo et un mode multijoueur. Pour participer à la bataille, il faut une équipe de trois combattants. Appuyez une fois sur l'écran pour lancer une attaque sur votre adversaire, ou appuyez sur deux doigts pour bloquer l'attaque. Il est également possible de transformer quelques tirs en un combo en balayant l'écran à temps, et pour effectuer un mouvement spécial, le joueur devra réaliser un QTE "simple". À la fin de la bataille, le niveau des personnages augmente, ce qui donne l'occasion d'apprendre de nouvelles compétences, les anciennes pouvant également être améliorées.

## Accueil
Alexander Mikhno de Games Mail.ru (ru) a donné des commentaires positifs sur la présence de fatalités et d'attaques aux rayons X dans le jeu, mais a parlé négativement de la "connexion minimale entre le joueur et le personnage", d'un petit nombre d'astuces, d'un processus de combat "lent" et du fait que l'ensemble du gameplay conduit à un "découpage monotone". Le critique a également déclaré que Mortal Kombat Mobile est un jeu très difficile à jouer sans y investir, arguant que le joueur sera confronté à des adversaires trop forts de temps en temps, et qu'il ne peut donc pas être vaincu à la hâte.
Le critique de Ferra.ru (ru) a déclaré que les graphismes et les personnages du jeu sont "excellents", mais il a attiré l'attention sur la transformation du jeu de combat en une « sorte de Farm Frenzy » en raison de la similitude des joueurs - doivent également "pointer un doigt" à l'écran et parfois "acheter des cartes". Le critique était également mécontent du manque d'opportunité "sans investissement" de jouer des personnages familiers et a résumé sa critique par la déclaration suivante :
« Si vous voulez voir comment ils ont repeint Sub-Zero ou Johnny Cage, MKX pour appareils mobiles fera l'affaire, mais si vous voulez jouer et vous plonger dans l'atmosphère du vieux Mortal Kombat, il vaut mieux dépenser l'argent supplémentaire et acheter le jeu pour PC ou console. »
Sur le site d'agrégation Metacritic, le jeu a reçu un score de 66 points sur 100 possibles, sur la base de 9 critiques de jeux. 